# Vaginulinidae
Famille
Les Vaginulinidae sont une famille fossile de foraminifères de la classe des Nodosariata et de l'ordre des Vaginulinida.

## Présentation
Ce taxon fossile a été décrit en 1860 par August Emanuel von Reuss (en).

## Liste des sous-taxons
Selon WoRMS (site visité le 2 mai 2022), la famille compte les sous-taxons suivants:
- sous-famille des Clarifoveinae Bartenstein & Malz, 2003
  - genre Clarifovea Bartenstein & Malz, 2003
  - genre Grandifovea Bartenstein & Malz, 2003
- sous-famille des Cribrolenticulininae Mikhalevich, 1993
  - genre Cribrolenticulina Haman, 1978
  - genre Cribrorobulina Thalmann, 1947
- sous-famille des Lenticulinellinae Bartenstein, 2001
  - genre Lenticulinella Samyschkina, 1983
- sous-famille des Lenticulininae Chapman, Parr & Collins, 1934
  - genre Cristellariopsis Rzehak, 1895
  - genre Dainitella Putrya, 1972
  - genre Dimorphina d'Orbigny, 1826
  - genre Dolosia Bugrova, 2001
  - genre Fursenkoella Bugrova, 2001
  - genre Hydromylinella Bugrova, 2001
  - genre Lenticulina Lamarck, 1804
  - genre Lenticuzonaria Anan, 2021
  - genre Marginulinopsis Silvestri, 1904
  - genre Mesolenticulina McCulloch, 1977
  - genre Neolenticulina McCulloch, 1977
  - genre Percultazonaria Loeblich & Tappan, 1986
  - genre Pravoslavlevia Putrya, 1970
  - genre Pseudosaracenaria Venkatachalapathy, 1968
  - genre Saracenaria Defrance, 1824
  - genre Siphomarginulina McCulloch, 1981
  - genre Spincterules Montfort, 1808
  - genre Subhercynella Bartenstein, 2000
  - genre Turkmenicaella Bugrova, 2001
- sous-famille des Marginulininae Wedekind, 1937
  - genre Amphicoryna Schlumberger in Milne-Edwards, 1881
  - genre Astacolus Montfort, 1808
  - genre Hemirobulina Stache, 1864
  - genre Leroyi Anan, 2020
  - genre Marginulina d'Orbigny, 1826
  - genre Menkenina Church, 1968
  - genre Prismatomorphia Loeblich & Tappan, 1986
  - genre Vaginulinopsis Silvestri, 1904
- sous-famille des Palmulinae Saidova, 1981
  - genre Frondovaginulina Schubert, 1912
  - genre Kyphopyxa Cushman, 1929
  - genre Neoflabellina Bartenstein, 1948
  - genre Palmula Lea, 1833
  - genre Reticulopalmula Loeblich & Tappan, 1986
- sous-famille des Roemerelininae Bartenstein & Malz, 2001
  - genre Eoflabellina Payard, 1947
  - genre Subcretacelina Bartenstein & Malz, 2001
- sous-famille des Spirolingulininae Loeblich & Tappan, 1986
  - genre Ellipsocristellaria Silvestri, 1920
  - genre Spirolingulina Sellier de Civrieux & Dessauvagie, 1965
- sous-famille des Vaginulininae Reuss, 1860
  - genre Brunsvigella Meyn & Vespermann, 1994
  - genre Citharina d'Orbigny, 1839
  - genre Citharinella Marie, 1938
  - genre Flabellinella Schubert, 1900
  - genre Planularia Defrance, 1826
  - genre Psilocitharella Loeblich & Tappan, 1986
  - genre Saracenella Franke, 1936
  - genre Tentifrons Loeblich & Tappan, 1957
  - genre Tentilenticulina Hitchings, 1980
  - genre Vaginulina d'Orbigny, 1826

La famille comprend également de nombreux noms en synonymie.